# 408 Fama
A 408 Fama (ideiglenes jelöléssel 1895 CD) a Naprendszer kisbolygóövében található aszteroida. Maximilian Franz Joseph Cornelius Wolf fedezte fel 1895. október 13-án.